# 傑夫·巴斯克
傑夫·巴斯克（英語：Jeff Bhasker；1974年3月3日—），也稱為比利·克拉文（英語：Billy Kraven）和，是美國唱片製作人，歌曲作者，鍵盤手，聲樂家和多樂器演奏家。他和美國饒舌歌手肯伊·威斯特合作《我的奇特幻想》、《心碎節拍》、《目视王座》等專輯，並於2016年獲得第58届格莱美奖年度非古典類製作人。

## 外部連結
- 傑夫·巴斯克在互联网电影资料库（IMDb）上的資料（英文）